# Кубок Хорватії з футболу 2005—2006
Кубок Хорватії з футболу 2005—2006 — 15-й розіграш кубкового футбольного турніру в Хорватії. Титул вдруге поспіль здобула Рієка.

## Календар
| Раунд            | Дата                     | Матчі | Клуби   |
| ---------------- | ------------------------ | ----- | ------- |
| Попередній раунд | 31 серпня 2005           | 16    | 48 → 32 |
| 1/16 фіналу      | 21 вересня 2005          | 16    | 32 → 16 |
| 1/8 фіналу       | 19 жовтня 2005           | 8     | 16 → 8  |
| 1/4 фіналу       | 9/15 листопада 2005      | 8     | 8 → 4   |
| 1/2 фіналу       | 29 березня/5 квітня 2006 | 4     | 4 → 2   |
| Фінал            | 26 квітня/3 травня 2006  | 2     | 2 → 1   |

## 1/16 фіналу
| Команда 1            | Рахунок | Команда 2             |
| -------------------- | ------- | --------------------- |
| 21 вересня 2005      |         |                       |
| ГАШК                 | 0:8     | Динамо (Загреб)       |
| Хрваце               | 0:3     | Хайдук (Спліт)        |
| Огулин               | 2:3     | Вартекс               |
| Єдинство (Омладінац) | 0:2     | Рієка                 |
| Водіце               | 0:5     | Осієк                 |
| ЗЕТ                  | 1:0     | Пула Старо Чешко      |
| Мославина            | 1:0     | Загреб                |
| Славонія (Пожега)    | 1:3     | Камен Інград (Велика) |
| Самобор              | 1:4     | Цибалія               |
| Виноградар           | 2:1     | Поморац               |
| Вуковар'91           | 0:3     | Славен Белупо         |
| Чаковець             | 0:4     | Інтер (Запрешич)      |
| Меджимур'є           | 2:0     | Задар                 |
| Загорец              | 0:3     | Хрватскі Драговоляц   |
| Сегеста              | 1:0     | Беліще                |
| Нафташ (Іванич)      | 2:0     | Шибеник               |

## 1/8 фіналу
| Команда 1           | Рахунок | Команда 2             |
| ------------------- | ------- | --------------------- |
| 19 жовтня 2005      |         |                       |
| Нафташ (Іванич)     | 3:2     | Динамо (Загреб)       |
| Сегеста             | 1:2     | Хайдук (Спліт)        |
| Хрватскі Драговоляц | 0:2     | Вартекс               |
| Славен Белупо       | 5:0     | ЗЕТ                   |
| Цибалія             | 1:3     | Камен Інград (Велика) |
| Виноградар          | 3:2     | Мославина             |
| Осієк               | 2:0     | Інтер (Запрешич)      |
| Рієка               | 3:1     | Меджимур'є            |

## 1/4 фіналу
| Команда 1           | Заг. | Команда 2             | 1-й матч | 2-й матч |
| ------------------- | ---- | --------------------- | -------- | -------- |
| 9/15 листопада 2005 |      |                       |          |          |
| Виноградар          | 1:10 | Рієка                 | 1:2      | 0:8      |
| Осієк               | 2:3  | Хайдук (Спліт)        | 1:1      | 1:2      |
| Славен Белупо       | 2:4  | Камен Інград (Велика) | 1:0      | 1:4      |
| Вартекс             | 5:2  | Нафташ (Іванич)       | 4:1      | 1:1      |

## 1/2 фіналу
| Команда 1                | Заг. | Команда 2             | 1-й матч | 2-й матч |
| ------------------------ | ---- | --------------------- | -------- | -------- |
| 29 березня/5 квітня 2006 |      |                       |          |          |
| Хайдук (Спліт)           | 1:2  | Рієка                 | 1:1      | 0:1      |
| Вартекс                  | 5:4  | Камен Інград (Велика) | 3:3      | 2:1      |

## Фінал
| Команда 1               | Заг.    | Команда 2 | 1-й матч | 2-й матч |
| ----------------------- | ------- | --------- | -------- | -------- |
| 26 квітня/3 травня 2006 |         |           |          |          |
| Рієка                   | 5:5 (ч) | Вартекс   | 4:0      | 1:5      |

### Перший матч
| 26 квітня 2006 |

| Рієка                                         | 4:0      | Вартекс |
| --------------------------------------------- | -------- | ------- |
| Вугринець 20', 68' Линич 43' (пен.) Бобич 81' | Протокол |         |

| «Кантріда», Рієка Глядачів: 8 000 Арбітр: Драженко Ковачич |

### Другий матч
| 3 травня 2006 |

| Вартекс                                                 | 5:1      | Рієка         |
| ------------------------------------------------------- | -------- | ------------- |
| Лучич 23' Бенко 54' Шафарич 84' (пен.) Новинич 90', 91' | Протокол | Вугринець 77' |

| Стадіон «Анджелко Гер'явец», Вараждин Глядачів: 7 000 Арбітр: Алойзіє Шупрага |